# تومويا هاياشي
تومويا هاياشي (باليابانية: 林友哉) هو لاعب كرة قدم ياباني، ولد في 27 أغسطس 1999 في كاغوشيما في اليابان. لعب مع Kamatamare Sanuki ‏.

## وصلات خارجية
- تومويا هاياشي على موقع رابطة كرة القدم اليابانية للمحترفين (اليابانية)
- تومويا هاياشي على موقع قاعدة بيانات كرة القدم.إي يو (الإنجليزية)
- تومويا هاياشي على موقع Soccerway.com (الإنجليزية)
- تومويا هاياشي على موقع عالم كرة القدم.نت (الإنجليزية)